# Buddleja lojensis
Buddleja lojensis là một loài thực vật thuộc họ Scrophulariaceae. Đây là loài đặc hữu của Ecuador. Môi trường sống tự nhiên của chúng là vùng cây bụi khô khu vực nhiệt đới hoặc cận nhiệt đới và vùng cây bụi nhiệt đới hoặc cận nhiệt đới vùng đất cao. Chúng hiện đang bị đe dọa vì mất nơi sống.